# The Last Resort
The Last Resort är ett brittiskt Oi!-band som influerat den internationella skinheadscenen alltsedan 80-talet. Deras mest kända låtar är "Violence In Our Minds" och "Skinhead in Sta press" från det kultförklarade debutalbumet. Bandet har en engelsk profilering, bland annat har deras ledmotiv namnet "Always True (is the Red and White and Blue)" och de har ofta Union Jack på sina omslag. Bandet turnerar fortfarande (2022).

## Diskografi

### Studioalbum
- A Way Of Life - Skinhead Anthems (1982)
- Death Or Glory  (delad album med Combat 84)  (1987)
- Resurrection (2005)
- You'll Never Take Us - Skinhead Anthems II (2009)
- This Is My England - Skinhead Anthems III (2013)
- Skinhead Anthems IV (2021)

### Livealbum
- Live And Loud 2011 (2012)

### EP
- Violence In Our Minds (2008)
- The Last Resort / The Old Firm Casuals (delad EP med The Old Firm Casuals) (2011)

### Samlingsalbum
- The Best Of The Last Resort (1993)
- Violence In Our Minds (1997)
- King Of The Jungle (1999)